# 大西信行
大西 信行（おおにし のぶゆき、1929年5月8日 - 2016年1月10日）は、日本の劇作家、脚本家、演芸研究家。日本脚本家連盟理事、日本演劇協会理事等を歴任し、演劇界の発展に寄与した。正岡容の門下。同門には小沢昭一、永井啓夫、3代目桂米朝、都筑道夫、加藤武、小島貞二らがいる。小沢昭一、加藤武とは、麻布中学、早稲田大学を通じての友人である。俳号は獏十。

## 来歴
東京都新宿区神楽坂生まれ。父はカフェー、母は化粧品等を売る雑貨屋を営んでいた。戦時中、父が交通事故死し、また自宅も戦争の空襲により焼失したため新宿のアパートへ転居。近所に寄席・新宿末廣亭があったので通いつめる。その後楽屋にも出入りするようになり多くの芸人の生の芸談や高座を拝見することになる。
旧制麻布中学を経て早稲田大学文学部国文科に入学。月謝滞納により大学除籍となり、文章を作って売った報酬で生計を立てる（いわゆる「売文」）生活をしていた後、1954年～1964年にNHK芸能局勤務。以後、劇作家、演出家として独立。
日本脚本家連盟理事、日本演劇協会理事なども務めた。1975年、『落語無頼語録』にて、第2回日本ノンフィクション賞佳作となる。1975年、NHKのラジオドラマの脚色を担当した『綱太夫四季』（山川静夫原作）で芸術祭優秀賞受賞。
小沢昭一、加藤武、桂米朝、永六輔、江国滋、柳家小三治、神吉拓郎、永井啓夫、三田純市らと集う、東京やなぎ句会のメンバーとしても知られる。
落語家の立川談志とは「浪曲好き」という共通点はあったが、本人どうしは犬猿の仲であった。
晩年は静岡県三島市に在住、2003年～2006年三島せせらぎ大使を務めた。
2016年1月10日、静岡県長泉町の病院にて膵臓癌のため死去。86歳没。

## 主な映画・舞台・ドラマ（劇作・脚本）

### 映画
- 競輪上人行状記 日活 1963
- コント55号と水前寺清子のワン・ツウー・パンチ 三百六十五歩のマーチ 松竹大船 1969
- 喜劇 女は度胸 松竹大船 1969
- コント55号とミーコの絶体絶命 松竹大船 1971
- 泣いてたまるか 松竹大船 1971

### ドラマ
- 『水戸黄門』、『大岡越前』などTBS月曜8時放映の時代劇脚本を数多く手がけている。水戸黄門ではシリーズ全体で154本分の脚本を担当し、シリーズ歴代3位であり、大岡越前ではシリーズ全体で92本分の脚本を担当し、シリーズ歴代2位である。

| 放送日                 | タイトル                          | 放送局           | 担当 |
| ---------------------- | --------------------------------- | ---------------- | ---- |
| 1980年10月 - 1981年3月 | 御宿かわせみ                      | NHK              | 脚本 |
| 1983年10月 - 12月      | また逢う日                        | THK              | 脚本 |
| 1986年2月17日          | 夏樹静子サスペンス ベビー・ホテル | KTV              | 脚本 |
| 1987年4月27日          | 夏樹静子サスペンス 雪の別離       | KTV              | 脚本 |
| 1990年4月1日           | はやぶさ新八御用帳 大奥の恋人     | NTV              | 脚本 |
| 2013年3月 - 4月        | 大岡越前                          | NHK BSプレミアム | 脚本 |

### 舞台脚本
- 怪談牡丹燈籠（文学座）
- 女殺し油の地獄（手織座）
- ありてなければ（民藝）
- みだれ髪・与謝野晶子と鉄幹（松竹）
- 智恵子飛ぶ（松竹）
- 井原西鶴に依らない『好色一代男～名古屋版～』（DORAMAYA本舗）
- 女の一生～名古屋版～祖父江てつ女の場合（DORAMAY本舗）
- 落語無頼（芸能座）
- かわいい女
- おその
- 怪談 牡丹燈籠（歌舞伎）
- 浪曲『男はつらいよ』シリーズ（演・玉川太福）

## 著書
- 『中学生日記』日本放送出版協会 NHKブックスジュニア 1973
- 『落語無頼語録』藝術出版社 1974、のち角川文庫
- 『牡丹燈籠 大西信行第一戯曲集』三一書房 1974
- 『正岡容 このふしぎな人』文藝春秋 1977
- 『さくらさくら』三笠書房 1977
- 『芸人もしくはエンターテイナー語録』九藝出版 1978
- 『一発逆転』集英社 1978
- 『家庭長時代』集英社 1980
- 『開花草紙 電信お玉』日本芸術出版社 1984
- 『大江戸知る識る帳』新しい芸能研究室 1989
- 『夢まちぐさ』中村正也写真、日本マンパワー出版 1992
- 『浪花節繁昌記』小学館 1998

### 共著編
- 『古典落語大系』全3巻 江國滋、永井啓夫、矢野誠一、三田純市共編 三一書房 1969、のち三一新書、のち静山社文庫
- 『天下御免 番外篇』早坂暁共著 大和書房 1989
- 『夢まちぐさ―PHOTO&ESSAY』中村正也共著、日本マンパワー出版 1992
- 『完本 正岡容寄席随筆』桂米朝、小沢昭一、永井啓夫共編 岩波書店 2006
- 正岡容『定本日本浪曲史』編、岩波書店 2009

## 受賞歴
- 1975年 – NHK芸術祭優秀賞（ラジオドラマ『綱太夫四季』脚色）[12]

## 演じた俳優
- 山口崇 - 『落語無頼』（芸能座、1978年）
- 桂塩鯛（4代目）- 『喜劇 なにわ夫婦八景 米朝・絹子とおもろい弟子たち』（南座、2020年）